# Diccionario biográfico del socialismo y del movimiento obrero en los Países Bajos
El Diccionario biográfico del socialismo y del movimiento obrero en los Países Bajos (holandés: Biografisch Woordenboek van het Socialisme en de Arbeidersbeweging in Nederland, BWSA) es un diccionario biográfico, en el que se recogen las biografías de individuos que tuvieron un papel importante en la historia del socialismo y del movimiento obrero en los Países Bajos.
El diccionario fue publicado entre 1986 y 2003 en forma de libro. Desde 2003, las adiciones sólo han sido publicadas en formato digital. La BWSA es un proyecto del Instituto Internacional de Historia Social (Internationaal Instituut voor Sociale Geschiedenis,IISG) de Ámsterdam.